# Лазохори
Лазохо̀ри (на гръцки: Λαζοχώρι, катаревуса Λαζοχώριον, Лазохорион) е село в Република Гърция, дем Бер (Верия), област Централна Македония.

## География
Селото е разположено на три километра северно от град Бер (Верия), на надморска височина от 55 m между селата Туркохор (Патрида) от запад и Тарамон (Тагарохори) от изток.

## История
Селото е основано от гърци бежанци от Турция. В 1928 година Лазохори е бежанско селище с 43 бежански семейства и 156 жители бежанци.
Селото е доста богато и има плодородно землище, което се напоява. Населението произвежда овошки - праскови и ябълки, памук и пшеница.
| Година    | 1913 | 1920 | 1928 | 1940 | 1951 | 1961 | 1971 | 1981 | 1991 | 2001 | 2011 | 2021 |
| --------- | ---- | ---- | ---- | ---- | ---- | ---- | ---- | ---- | ---- | ---- | ---- | ---- |
| Население |      | 86   | 167  | 257  | 124  | 230  | 188  | 178  | 167  | 166  | 380  | 144  |